# Chevrolet Triax
Ne doit pas être confondu avec Chevrolet Trax ou Chevrolet Trax (prototype).
Pour les articles homonymes, voir Chevrolet et Triax.

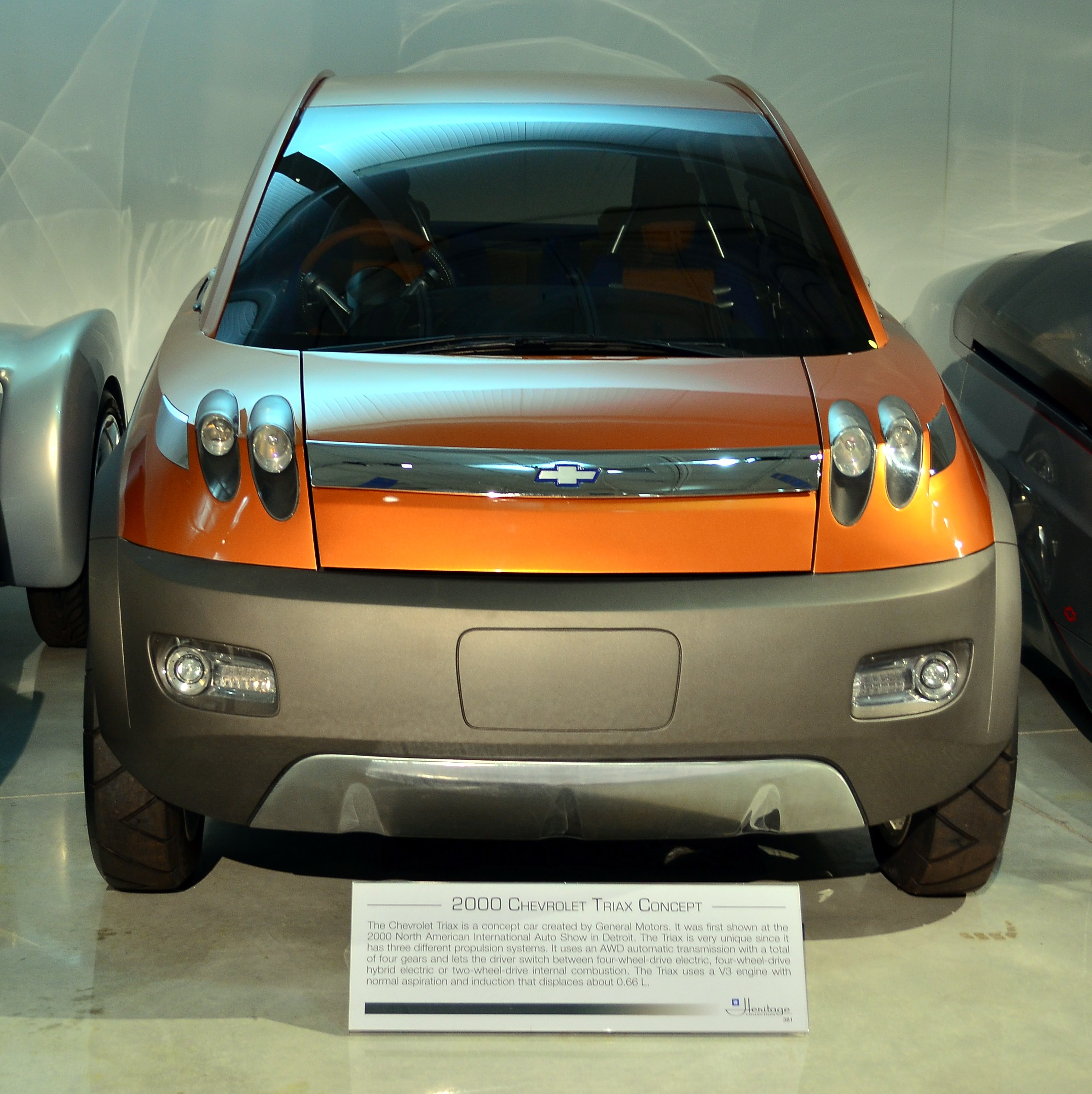

La Chevrolet Triax était un concept car créé par Chevrolet. Elle a été présentée au Salon international de l'auto de l'Amérique du Nord 2000. La Triax dispose de trois systèmes de propulsion différents.

## Comment fonctionne la Triax
La Triax utilise un moteur V6 de 0,66 L avec une aspiration et une induction normales. Elle utilise une transmission automatique 4x4 avec un total de quatre vitesses. La Triax dispose de trois systèmes de propulsion différents. Elle permet au conducteur de basculer entre une transmission électrique à quatre roues motrices, une transmission hybride électrique à quatre roues motrices ou une transmission à combustion interne deux roues motrices.